# Bodianus trilineatus
Bodianus trilineatus är en fiskart som först beskrevs av Fowler, 1934.  Bodianus trilineatus ingår i släktet Bodianus och familjen läppfiskar. IUCN kategoriserar arten globalt som livskraftig. Inga underarter finns listade.